# Arturo Colautti
Arturo Colautti (Zadar, Imperio Austríaco, 1851 - Roma 1914) fue un poeta, novelista, comediógrafo, libretista y publicista italiano. Es conocido por haber escrito los libretos de las óperas Adriana Lecouvreur de Francesco Cilea y Fedora de Umberto Giordano.
Hijo de un  Francesco Colautti, de Friuli y de  Luisa Couarde, francesa de Antibes. Estudió letras en la Universidad de Viena. Luego de graduarse, debe huir de la ciudad, perseguido por la policía austrohúngara por sus tendencias políticas. Vive en Milán durante dos períodos, entre 1881 y 1884, y entre 1902 y 1914.

## Fuente
- Introducción al mundo de la ópera: Adriana Lecouvreur; Jordi Ribera Bergós; 1987; editorial Daimon. ISBN 968-410-009-4

- Datos: Q1628725
- Multimedia: Arturo Colautti / Q1628725